# 坂下門外の変
坂下門外の変（さかしたもんがいのへん）は、文久2年1月15日（1862年2月13日）に、江戸城坂下門外にて、尊攘派の水戸浪士6人が老中安藤信正（磐城平藩主）を襲撃し、負傷させた事件。

## 背景
桜田門外の変で大老・井伊直弼が暗殺された後、老中久世広周と共に幕閣を主導した信正は、直弼の開国路線を継承し、幕威を取り戻すため公武合体を推進した。この政策に基づき、幕府は和宮降嫁を決定したが、尊王攘夷派志士らはこれに反発、信正らに対し憤激した。　　
万延元年（1860年）7月、水戸藩の西丸帯刀・野村彝之介・住谷寅之介らと、長州藩の桂小五郎・松島剛蔵らは連帯して行動することを約し（丙辰丸の盟約・成破盟約・水長の盟約）、これに基づき信正暗殺や横浜での外国人襲撃が計画された。しかし、長州藩内では長井雅楽の公武合体論が藩の主流を占めるようになり、藩士の参加が困難となった。長州側は計画の延期を提案したが、機を逸することを恐れた水戸側は長州の後援なしに実行することとした。
水戸志士らは宇都宮の儒学者・大橋訥庵一派と連携して、信正の暗殺計画を進めた。当初は12月15日に決行する予定であったが、諸事情から12月28日に延期になり、更に延期され、1月15日上元の嘉例の式日で諸大名が総登城し将軍に拝謁することになっていたため、その折を狙うこととなった。しかし、決行直前の1月12日に計画の一部が露見し、大橋ら宇都宮側の参加者が幕府に捕縛された。そのため計画は大きく狂ったが、水戸志士を中心とした残りのメンバーだけで実行することになった。

## 計画
計画は、野村彝之介、原市之進、下野隼次郎、住谷寅之介らの水戸藩士を中心に、宇都宮藩の儒者大橋訥庵をはじめとする下野国の志士との連合で進められた。大橋訥庵は、幕府打倒を説く王政復古論者で、当初は挙兵を画したが人数が集まらず、水戸藩の強い意向もあって安藤襲撃の計画立案の中心人物となった。安藤の斬奸趣意書を執筆したのも訥庵とされている。訥庵夫人の弟の宇都宮商人菊池教中、同じく児島強介、下野国真岡の医師小山長円（春山）、商人横田藤四郎（祈綱）とその2人の子、河野顕三ら草莽の士が参画協力した。

## 決行
決行に当たっては桜田門外の変に倣い、それぞれが変名を用いた斬奸趣意書を携えていた。文久2年（1862年）1月15日午前8時頃、信正老中の行列が登城するため藩邸を出て坂下門外に差しかかると、水戸藩浪士・平山兵介（細谷忠斎）、小田彦三郎（浅田儀助）、黒沢五郎（吉野政介）、高畑総次郎（相田千之助）、下野の医師・河野顕三（三島三郎）、越後の医師・河本杜太郎（豊原邦之助）の6人が行列を襲撃した。水戸藩浪士・川辺左次衛門も計画に参加していたが、遅刻したため襲撃に参加出来なかった（なお、黒沢と高畑は第一次東禅寺事件の参加者である）。
最初に直訴を装って河本杜太郎が行列の前に飛び出し、駕籠を銃撃した。弾丸は駕籠を逸れて小姓の足に命中、この発砲を合図に他の5人が行列に斬り込んだ。警護の士が一時混乱状態に陥った隙を突いて、平山兵介が駕籠に刀を突き刺し、信正は背中に軽傷を負って一人城内に逃げ込んだ。桜田門外の変以降、老中はもとより登城の際の大名の警備は軒並み厳重になっており、当日も供回りが50人以上いたため、浪士ら6人は暗殺の目的を遂げることなく、いずれも闘死した。警護側でも十数人の負傷者を出したが、死者はいなかった。
遅刻した川辺は長州藩邸に斬奸趣意書を届けた後、切腹した。実質的な首謀者であった大橋は実行者たちを手助けした容疑で宇都宮藩に預けられ、すぐに死去した。一説では毒殺であったといわれる。また、佐賀の中野方蔵は大橋と交友があったために捕らえられ、5月25日に獄死した。その死は親友である江藤新平が翌月の6月27日に脱藩する行動に影響を与えた（毛利敏彦「江藤新平」）。

## 影響
信正老中暗殺には失敗したものの、桜田門外の変に続く幕閣の襲撃事件は幕府権威の失墜を加速した。この事件を契機として、信正は4月に老中を罷免され、8月には隠居・蟄居を命じられ、磐城平藩は2万石を減封された。更に戊辰戦争では隠居していた信正が奥羽越列藩同盟への参加を決断して敗北、再び蟄居と減転封（後に献金と引換に旧領安堵）を命じられることになる。